# Hiệp Mỹ, Vĩnh Long
Hiệp Mỹ là một xã thuộc tỉnh Vĩnh Long, Việt Nam.

## Địa lý
Xã Hiệp Mỹ có vị trí địa lý:
- Phía đông giáp xã Mỹ Long.
- Phía tây giáp xã Nhị Trường và Long Hiệp.
- Phía nam giáp xã Long Hữu và Ngũ Lạc.
- Phía bắc giáp xã Cầu Ngang.

Xã Hiệp Mỹ có diện tích 67,45 km², dân số năm 2025 là 31.460 người, mật độ dân số đạt 466 người/km².

## Hành chính
Xã Hiệp Mỹ Tây được chia thành 7 ấp: Bào Bèo, Bến Chùa, Chợ, Giồng Dài, Giồng Ngánh, Lồ Ồ, Mỹ Quí.

## Lịch sử
Ngày 10 tháng 12 năm 2003, Chính phủ Việt Nam ban hành Nghị định số số 157/2003/NĐ-CP về việc chia xã Hiệp Mỹ thành xã Hiệp Mỹ Đông và xã Hiệp Mỹ Tây.
Xã Hiệp Mỹ Tây có 1.970,06 ha tích tự nhiên và 8.097 nhân khẩu.
Ngày 15 tháng 10 năm 2019, Hội đồng Nhân dân tỉnh Trà Vinh ban hành Nghị quyết 157/NQ-HĐND về việc sáp nhập ấp Song Lưu vào ấp Bào Bèo.
Ngày 16 tháng 6 năm 2025, Ủy ban Thường vụ Quốc hội ban hành Nghị quyết số 1687/NQ-UBTVQH15 về việc sắp xếp các đơn vị hành chính cấp xã của tỉnh Vĩnh Long năm 2025. Theo đó, sắp xếp toàn bộ diện tích tự nhiên, quy mô dân số của các xã Hiệp Mỹ Đông, Hiệp Mỹ Tây và Long Sơn thành xã mới có tên gọi là xã Hiệp Mỹ.
Sau khi sáp nhập, xã Hiệp Mỹ có 67,45 km² diện tích tự nhiên và dân số 31.460 người.